# Манаев, Нугман Сарсенович
Нугман Сарсенович Манаев (Нұғман Сәрсенұлы Манаев) (16.09.1894 — .03.1938) — советский государственный и партийный деятель, журналист и переводчик.
Родился в ауле Жанбай 2-го Приморского округа Внутренней (Букеевской) орды Астраханской губернии.
Член РКП(б) с 12 февраля 1920 года.
Научился грамоте у аульного муллы. В 1912—1916 гг. учился в медресе «Галия» в Уфе.
В 1916—1919 гг. работал по найму учителем детей бая.
С 1919 по 1926 год в Букеевском уисполкоме, укоме, губкоме РКП(б) и губисполкоме (г. Орда): председатель комитета бедняков (1919-02.1920); зав. уездным ОНО; зам. председателя ревкома (6.02-12.1920); председатель уездного исполкома (02. — ?1921); ответственный секретарь укома РКП(б), зав. АПО (отдела пропаганды и агитации) Букеевского губкома ВКП(б) (05.1921 — ?); зам. председателя Букеевского губисполкома (08.1923-1924); ответственный секретарь Букеевского губкома ВКП(б) (1924); зав. АПО губкома (11.1924-02.1926).
- 02.1926 — 02.1928 ответственный секретарь Джетысуйского губкома ВКП(б);
- 03. — 05.1928 ответственный секретарь Актюбинского губкома ВКП(б);
- 05.1928 — 04.1929 ответственный секретарь Актюбинского окружкома ВКП(б);
- 04.1929 — 07.1930 нарком просвещения Казакской АССР;
- 11.1929 — ? ответственный редактор краевого журнала «Жана мектеб» (Новая школа);
- весна 1931- ? директор Казакского НИИ мясного животноводства;
- 31.07.1933-1934 ответственный руководитель редакционно-консультационного бюро по переводам классиков марксизма-ленинизма — научный сотрудник — член редколлегии Казакского Института марксизма-ленинизма;
- 04-12.1934 второй зам. директора — руководитель отделения переводов классиков марксизма-ленинизма Института Маркса, Энгельса, Сталина при Казкрайкоме ВКП(б);
- 12.1934-1937 зав. секцией издания классиков марксизма-ленинизма в том же институте.

Арестован 12.10.1937 г. 4-м отделом УНКВД по Алма-Атинской области.
Постановлением выездной сессии ВК ВС СССР в г. Алма-Ата осужден 07.03.1938. Расстрелян. Реабилитирован 10.05.1958.